# Kūhnāb
Kūhnāb (persiska: کوهناب, Keyvānī) är en ort i Iran.   Den ligger i provinsen Östazarbaijan, i den nordvästra delen av landet, 600 km nordväst om huvudstaden Teheran. Kūhnāb ligger 1 803 meter över havet och antalet invånare är 188.
Terrängen runt Kūhnāb är bergig.Runt Kūhnāb är det ganska tätbefolkat, med 70 invånare per kvadratkilometer. Närmaste större samhälle är Marand, 16,1 km sydväst om Kūhnāb. Trakten runt Kūhnāb består i huvudsak av gräsmarker.